# Nenad
Nenad je mužské křestní jméno slovanského původu, četné zejména v zemích bývalé Jugoslávie, obzvláště pak v Srbsku. Pochází od slov ne a nadati, znamená nečekaný, nenadálý. Podle chorvatského kalendáře slaví svátek 16. května.
Sporadicky se vyskytující ženská podoba tohoto jména je Nenada.

## Počet nositelů
K roku 2014 žilo na světě přibližně 76 464 nositelů jména Nenad, z toho 90 % v zemích bývalé Jugoslávie.
| Stát                | Četnost | Pořadí |
| ------------------- | ------- | ------ |
| Srbsko              | 43 875  | 32.    |
| Chorvatsko          | 12 806  | 62.    |
| Bosna a Hercegovina | 7 593   | 101.   |
| Černá Hora          | 1 479   | 100.   |
| Slovinsko           | 1 362   | 350.   |
| Kosovo              | 1 173   | 390.   |
| Severní Makedonie   | 564     | 679.   |

## Vývoj popularity
V dnešní době je jméno Nenad již mezi novorozenci poměrně vzácné. Největší popularitu mělo v Chorvatsku v 50. až 80. letech 20. století. Nejpopulárnější bylo v roce 1967, kdy jej získalo 3,86 % žijících nositelů tohoto jména. Od tohoto roku začala popularita rychle klesat, v roce 2013 činila pouze 0,04 %.

## Významné osobnosti
- Nenad Bjeković - srbský fotbalista
- Nenad Čanak – srbský politik
- Nenad Čirjak – chorvatský zpěvák (člen skupiny Karma), známý jako Neno DJ
- Nenad Dedić – chorvatský fotbalista
- Nenad Đorđević – srbský fotbalista
- Nenad Maslovar – černohorský fotbalista
- Nenad Starovlah – bosenský fotbalista
- Nenad Stekić – srbský dálkař
- Nenad Šalov - chorvatský fotbalista
- Nenad Zimonjić – srbský tenista